# Epulu
Epulu est un village de l'Ituri, en République démocratique du Congo.  

## Origine
Le village tire son nom de la rivière Epulu qui traverse la forêt alentour. Plus précisément, le nom d'Epulu a été donné au lieu où la route principale croise la rivière Epulu. Le village est créé dans les années 1930, à la suite de l'installation dans ce lieu, d'abord dénommé Camp Putnam, de l'anthropologue Patrick Putnam et de sa famille. Les Putnam y fondent une station de capture d'okapis qui est à l'origine de la Réserve de faune à okapis actuelle. 

## Population et économie
En 2019, Epulu est peuplé d'environ 1 000 habitants.
Autour du village se situe, dans la forêt équatoriale, la Réserve de faune à okapis, un site qui fait partie du patrimoine mondial de l'UNESCO et abrite entre 10 et 15 000 okapis. Cette réserve naturelle emploie de nombreux habitants du village. Les gardes de la réserve reçoivent des salaires qui doivent leur permettre d'effectuer correctement leurs tâches. 
Dès les années 1990, des projets d'écotourisme évoquant cette possibilité à Epulu sont présentés.  À la condition d'un développement suffisant des infrastructures, la réserve de faune à okapis d'Epulu pouvait devenir une destination touristique importante. Au début des années 2010, une activité d'écotourisme — présentée comme respectueuse — se développe à Epulu, qui sert de base pour partir à la découverte des pygmées Mbuti. Ce tourisme est mis à mal par les attaques, comme celle de juin 2012, liées aux conflits armés qui ravagent la région de l'Ituri.
En 2019, le second employeur du village est l'ONG Médecins sans Frontières, qui y salarie directement environ quarante personnes, tandis qu'une centaine sont employés régulièrement à la journée. Enfin, une vingtaine d'habitants sont les fournisseurs (en électricité, hébergement, restauration, habillement) de MSF. Cette ONG investit ainsi l'équivalent de 50 $ par habitant et par mois, ce dont tout le village profite.